# Simeon Price

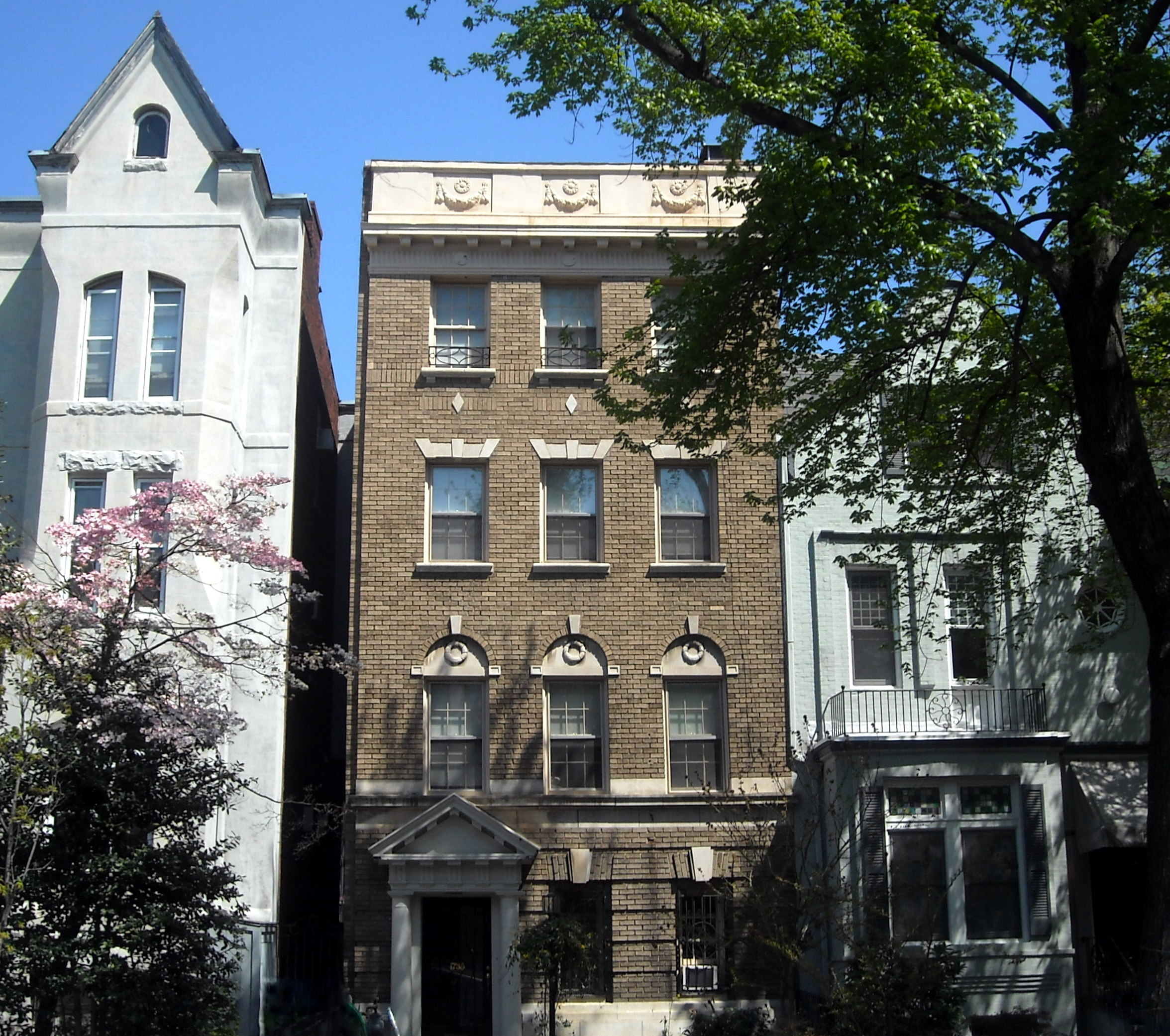
Antiga casa do Price em Washington, D.C.

Simeon Taylor Price Jr. (16 de maio de 1882 — 16 de março de 1945) foi um golfista norte-americano que competiu no golfe nos Jogos Olímpicos de Verão de 1904, onde foi integrante da equipe norte-americana que conquistou a medalha de bronze. Ele terminou em vigésimo nesta competição. Na competição individual terminou em décimo nono e foi eliminado na primeira rodada do jogo por buraco.